# Albert II de Brandebourg
Pour les articles homonymes, voir Albert II.
Albert II, né vers  1176 et mort le 25 février 1220, est un prince de la maison d'Ascanie, fils du margrave Othon Ier de Brandebourg et d'Ada de Hollande. Il fut le quatrième margrave de Brandebourg de 1205 à sa mort.

## Biographie
Albert II est le troisième fils du margrave Othon Ier de Brandebourg († 1184) et de sa seconde épouse Ada († après 1205), sans doute une fille du comte Florent III de Hollande et d'Ada de Huntingdon. Il est le petit-fils d'Albert l'Ours, le fondateur de la marche de Brandebourg en 1157.
À la suite de la mort de son père en 1184, lorsque son demi-frère aîné Othon II assure la succession, Albert est nommé comte d'Arneburg dans l'Altmark. Il prit part à la troisième croisade lancée par l'empereur Frédéric Barberousse en 1189 et assista lors du siège de Saint-Jean-d'Acre au grand concile des Hospitaliers, qui vit la création de leur obédience germanique, les chevaliers teutoniques. 
Après des désaccords internes, il fut détenu temporairement par le margrave Othon II en 1194 ; mais il recouvre la liberté l'année suivante. Il a participé à la croisade d'Henri VI et à l'assemblée constitutive de l'ordre Teutonique à Saint-Jean-d'Acre en 1198. Comme son frère, il était partisan des Hohenstaufen dans la lutte hégémonique entre guelfes et gibelins, et combattit pour le prétendant Philippe de Souabe. 
Albert II succède en 1205 à son aîné Othon II, mort sans descendance. Après l'assassinat de Philippe de Souabe, en 1208, il passe dans le camp des Welf (« guelfes »), l'empereur Otton IV lui ayant offert son appui (confirmé par écrit en 1212) dans la défense du Brandebourg contre les campagnes du roi Valdemar II de Danemark. Simultanément, Albert II s'est brouillé avec l'archevêque Albert Ier de Magdebourg et affrontait l'évêché de Brandebourg, pour la perception de la dîme dans ses domaines.
Albert II a définitivement rattaché les régions de Teltow, de Prignitz et d'une partie de l'Uckermark à la marche de Brandebourg, mais il a dû se retirer de la Poméranie. À sa mort en 1220, ses deux fils Jean Ier de Brandebourg et Othon III de Brandebourg lui succèdent conjointement.

## Union et postérité
Albert II épouse en août 1205 Mathilde de Groitzsch († 1255), fille du margrave Conrad II de Lusace, dont :
- Élisabeth (en) (1207-1231), épouse en 1228 Henri le Raspon (1204-1247), landgrave de Thuringe à partir de 1241 ;
- Mathilde († 1261), épouse en 1228 Othon Ier (1204-1252), duc de Brunswick-Lunebourg à partir de 1235 ;
- Jean Ier (1213-1266), margrave de Brandebourg ;
- Othon III (v. 1215-1267), margrave de Brandebourg.

## Monument

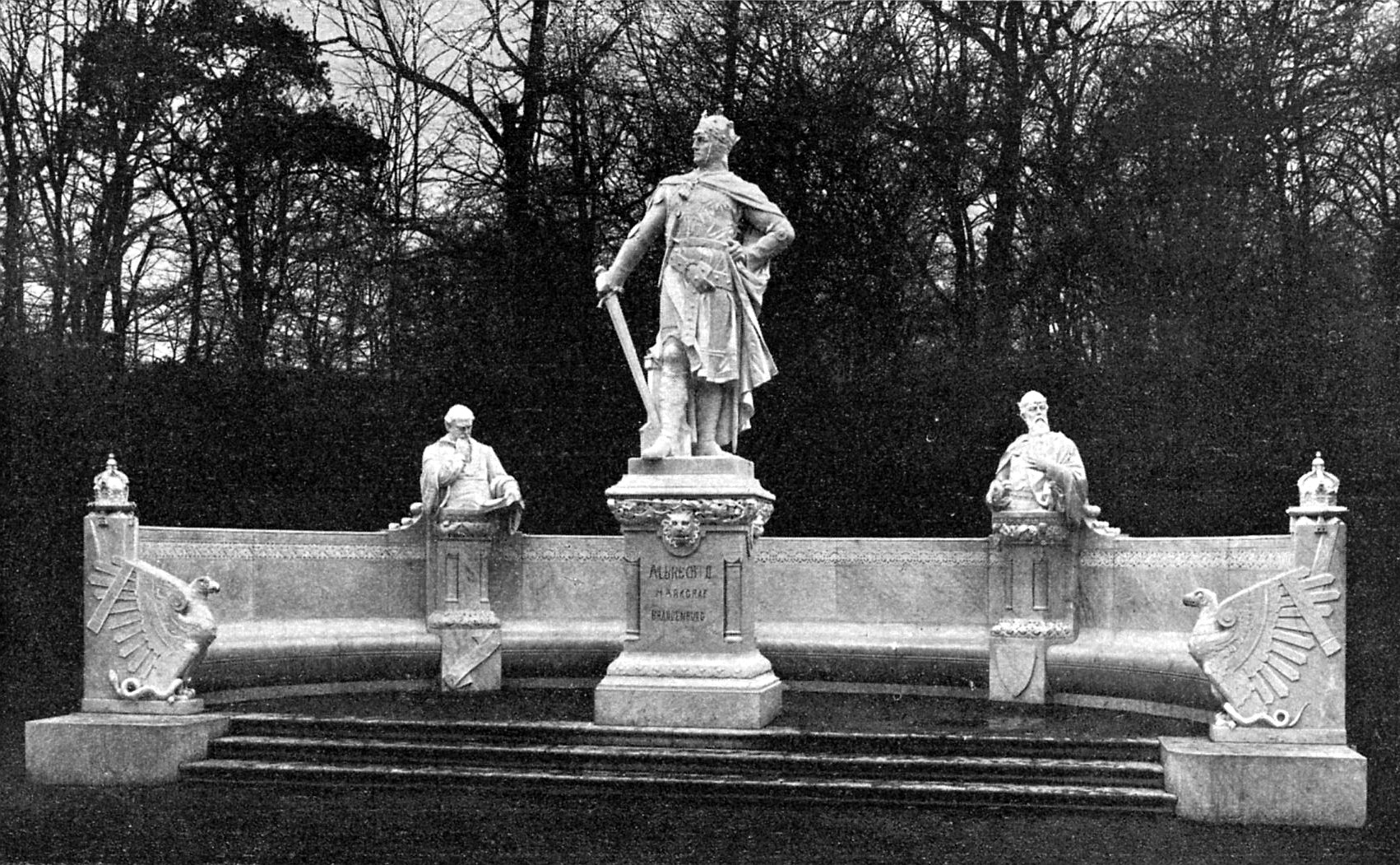
Monument de l'allée de la Victoire.

Le sculpteur Johannes Boese réalisa pour l'allée de la Victoire (Siegesallee) au Tiergarten de Berlin l'ensemble no 4, qui comporte une statue d'Albert II au centre, flanquée des bustes d'Eike von Repgow, l'auteur du Miroir des Saxons, et d'Hermann von Salza, grand maître de l'ordre Teutonique. L'inauguration du groupe de statues eut lieu le 22 mars 1898.

## Source
- Anthony Stokvis, Manuel d'histoire, de généalogie et de chronologie de tous les États du globe, depuis les temps les plus reculés jusqu'à nos jours, préf. H. F. Wijnman, éditions Brill Leyde 1890-1893, réédition 1966, volume III, chapitre VIII « Généalogie des Margraves de Brandebourg. Maison d'Ascanie » . Tableau généalogique n° 7.